# Orxella
L'orxella (Roccella canariensis) és un ascoliquen de l'ordre dels artonials (Arthoniales) del qual s'extreu un colorant natural, denominat orceïna, utilitzat per al color porpra. Especialment valorat pels antics romans i pels comerciants i fabricants de draps genovesos i venecians al segle xv. Va ser un dels principals productes històrics d'exportació de Canàries, on es dona a penya-segats orientats als vents alisis.